# كسوف الشمس 11 مايو 2097
سيحدث كسوف كلي للشمس في 11 مايو 2097 يحدث كسوف الشمس عندما يمر القمر بين الأرض والشمس، وبذلك يحجب صورة الشمس كليًا أو جزئيًا عن مشاهد على الأرض. يحدث الكسوف الكلي للشمس عندما يكون القطر الظاهري للقمر أكبر من قطر الشمس، مما يحجب كل ضوء الشمس المباشر، ويحول النهار إلى ظلام.

## خسوفات وكسوفات أخرى

### كسوف الشمس 2094-2098
هذا الكسوف هو جزء من دورة semester. يتكرر الكسوف في دورة semester كل 177 يومًا تقريبًا و4 ساعات في العقد المتناوبة من مدار القمر.
| 119 | June 13, 2094 [الإنجليزية] كسوف جزئي | 124 | December 7, 2094 [الإنجليزية] كسوف جزئي |
| 129 | June 2, 2095 [الإنجليزية] كسوف كلي   | 134 | كسوف الشمس 27 نوفمبر 2095 كسوف حلقي     |
| 139 | كسوف الشمس 22 مايو 2096 كسوف كلي     | 144 | كسوف الشمس 15 نوفمبر 2096 كسوف حلقي     |
| 149 | كسوف الشمس 11 مايو 2097 كسوف كلي     | 154 | كسوف الشمس 4 نوفمبر 2097 كسوف حلقي      |
|     |                                      | 164 | كسوف الشمس 24 أكتوبر 2098 كسوف جزئي     |

### ساروس 149
دورة ساروس 149 تتكرر كل حوالي 18 سنة و11 يومًا، ويحتوي على 71 حدثًا (كسوف وخسوف). بدأت الدورة بكسوف جزئي للشمس في 21 أغسطس 1664. وشهدت كسوفًا كليًا من 9 أبريل 2043 إلى 2 أكتوبر 2331.
تنتهي الدورة عند الحدث 71 ككسوف جزئي في 28 سبتمبر 2926. أطول كسوف كلي سيكون يوم 17 يوليو، 2205، في الساعة 4 دقائق و10 ثوانٍ.
| أحداث دورة 15-25 بين عامي 1901 و2100: | أحداث دورة 15-25 بين عامي 1901 و2100: | أحداث دورة 15-25 بين عامي 1901 و2100: |
| 15                                    | 16                                    | 17                                    |
| ------------------------------------- | ------------------------------------- | ------------------------------------- |
| January 23, 1917 [الإنجليزية]         | February 3, 1935 [الإنجليزية]         | February 14, 1953 [الإنجليزية]        |
| 18                                    | 19                                    | 20                                    |
| February 25, 1971 [الإنجليزية]        | March 7, 1989 [الإنجليزية]            | كسوف الشمس 19 مارس 2007               |
| 21                                    | 22                                    | 23                                    |
| كسوف الشمس 29 مارس 2025               | كسوف الشمس 9 أبريل 2043               | كسوف الشمس 20 أبريل 2061              |
| 24                                    | 25                                    |                                       |
| كسوف الشمس 1 مايو 2079                | كسوف الشمس 11 مايو 2097               |                                       |

## روابط خارجية
- Earth visibility chart and eclipse statistics Eclipse Predictions by فريد إسبيناك، ناسا/مركز غودارد لرحلات الفضاء
  - Google interactive map
  - Besselian elements